# Lausitzer Platz
Der Lausitzer Platz (ⓘ) ist ein Stadtplatz und gleichzeitig der Name der umgrenzenden Straße im Berliner Ortsteil Kreuzberg des Bezirks Friedrichshain-Kreuzberg. Der nach der südöstlich von Berlin gelegenen Lausitz benannte Platz wurde bereits innerhalb der ehemaligen Stadtmauer freigehalten und erhielt 1849 seinen Namen. 1847 wurde hier das Neue Köpenicker Tor errichtet. Auf der Platzmitte befindet sich die von August Orth geplante und 1890–1893 erbaute Emmauskirche. Sie war in ihrer ursprünglichen – im Zweiten Weltkrieg zerstörten – Gestalt nach dem Berliner Dom die größte Kirche Berlins.

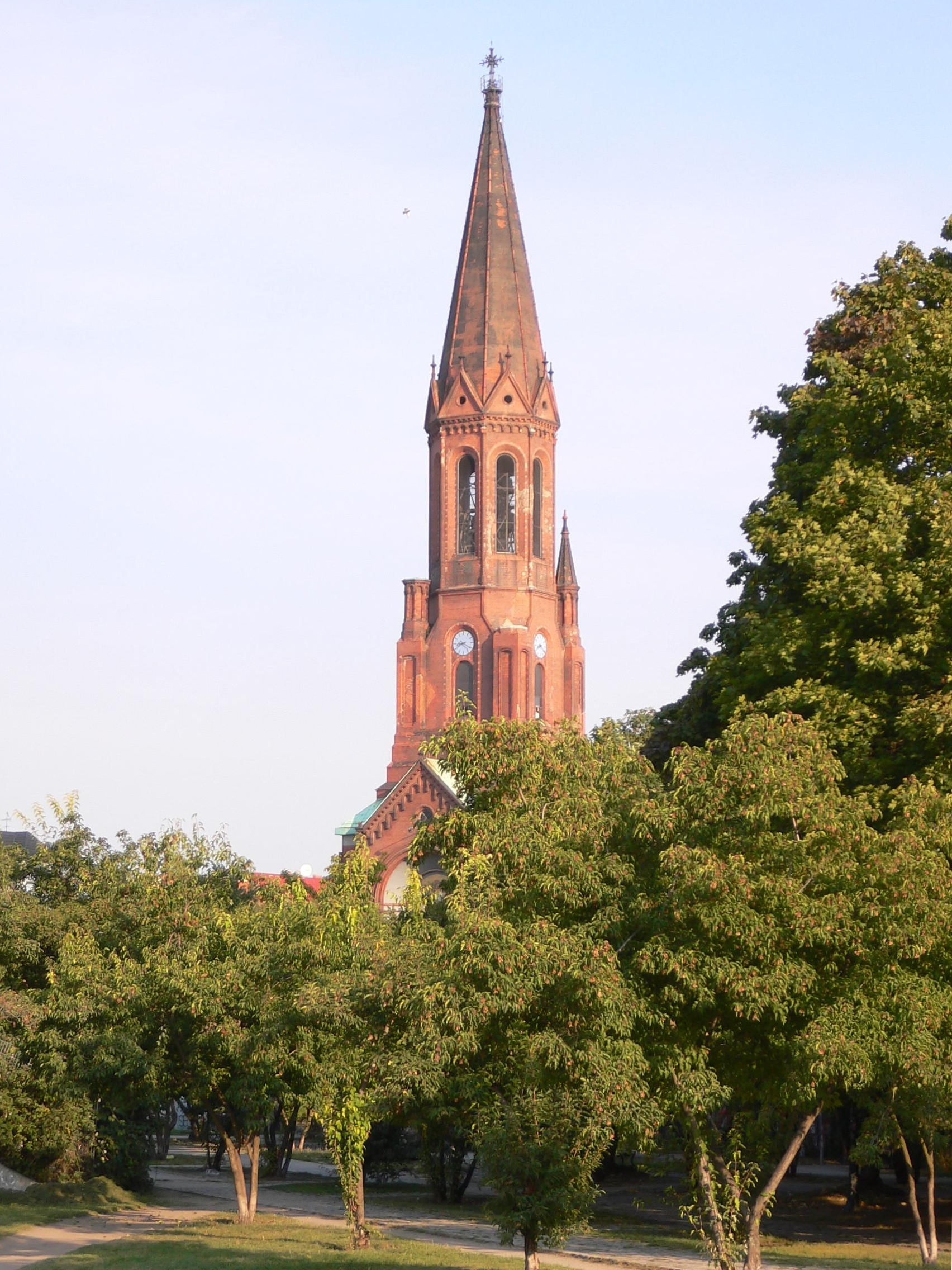
Emmaus-Kirche vom Görlitzer Park aus gesehen

Der Lausitzer Platz dient häufig für Straßenfeste und Märkte, beispielsweise gibt es wöchentlich (Freitag) einen Öko-Markt.
Am 1. Mai 1987 wurde ein Straßenfest zum Ausgangspunkt der Kreuzberger Maikrawalle, nachdem die Polizei dieses Fest gewalttätig beendet hatte. Seit in den 1990er Jahren die zahlreichen Punkerkneipen verschwanden, wurde es ruhig auf dem Platz. In den 2010er Jahren hat die verstärkte Gentrifizierung des Kiezes dazu geführt, dass sich die Bevölkerungsstruktur grundlegend gewandelt hat. Touristen prägen außerdem zunehmend das Bild.
Südlich des Lausitzer Platzes, unmittelbar hinter der Hochbahntrasse der Linien U1 und U3 (der ältesten U-Bahn-Strecke Berlins) und dem Görlitzer Bahnhof, befinden sich der Spreewaldplatz und der Görlitzer Park. Im Norden grenzen die Waldemar- und die Eisenbahnstraße an den Platz.
In Kreuzberg ist der Lausitzer Platz auch als „Lauseplatz“ oder „Lausi“ bekannt.

## Emmaus-Kirche und Freifunk
Im November 2005 wurden im Kirchturm der Emmauskirche acht Antennen und WLAN-Router durch die Kreuzberger Gruppe der Berliner OLSR- und Freifunk-Gemeinschaft installiert. Jedes der Geräte kann eine kleine Zahl von IP-Adressen verteilen. Dadurch erhalten Anwohner oder Besucher des Görlitzer Parks kostenfrei Zugang zum Internet. Die eigentliche Anbindung an das weltweite Netz erfolgt über einen privaten DSL-Anschluss. Bei häufigerer Nutzung ist eine Spende an das von Freiwilligen installierte und instandgehaltene Projekt willkommen.

## Fußgängerzone
Im Oktober 2020 hat die Bezirksverordnetenversammlung von Friedrichshain-Kreuzberg die Einrichtung einer Fußgängerzone auf dem Lausitzer Platz beschlossen. Im November wurde als erste Stufe die Nordseite des Platzes in eine Fußgängerzone umgewandelt. Im Juni 2021 wurde die Fußgängerzone auf den gesamten Platz ausgeweitet, wobei Lieferverkehr durch versenkbare Poller an den Zugängen von der Skalitzer Straße ermöglicht wird. Ein Beteiligungsverfahren für eine langfristige Umgestaltung des Platzes ist für die zweite Jahreshälfte 2021 geplant.